# Parálisis de Erb-Duchenne
La parálisis de Erb Duchenne consiste en una parálisis de los nervios periféricos cervicales V y VI (C5 y C6), que forman parte del plexo braquial superior (monoparesia braquial).
Su manifestación principal es una pérdida de la movilidad del brazo con o sin afectación del antebrazo y de la mano, aunque lo habitual es la afectación de la totalidad del miembro. Su origen se encuentra en la distensión o rotura de los nervios del plexo braquial en partos difíciles.
La posición característica del brazo es aducción (acerca un miembro o un órgano al plano medio del cuerpo) con pronación (rotación interna) de brazo y antebrazo; se conserva el poder de extensión del antebrazo, pero no del brazo.
El tratamiento consiste en rehabilitación física, la cual tiene como finalidad estimular la regeneración y reparación de los nervios dañados. El nivel de recuperación que se alcanza depende de la gravedad de la lesión, sin embargo la mayoría de los casos quedan con secuelas.